# محمد بن الحسن اليحمدي
محمد بن الحسن اليحمدي (توفي 1132 هـ / 1719 م) فقيه ورئيس المحضرة في مكناس وكبير وزراء السلطان المغربي إسماعيل بن الشريف، الذي خدمه لمدة أربعين سنة. أسمه الحقيقي محمد وكان السلطان المولى إسماعيل يسميه أحمد، وتبعه الناس في ذلك.
ولد في بني يحمد وهي قبيلة جبلية، ورحل إلى فاس لطلب العلم، وعين قيما على المكتبة السلطانية، واستوزره بعدها المولى إسماعيل حوالي سنة 1090 هـ. قام بتأليف مصنف الكناشة  في عشرة مجلدات ضخمة، وله رسائل أخرى، منها كشف الأسى بمحاسن الصالحات من النسا. ألف فيه علي بن أحمد الزرويلي كتاب في مجلد كبير سماه «سنا المهتدي إلى مفاخر الوزير اليحمدي " ذكر فيه سيرته ومؤلفاته».
يروي المؤرخون أكنسوس أن المولى المامون بن إسماعيل كان معاديا للوزير اليحمدي فحاول الإيقاع به أمام والده: «يامولاي ان اليحمدي  ينقصك ويزعم انه الذي علمك دينك؟» فقال له السلطان: «والله إن كان قال ذلك إنه لصادق فإنه الذي علمني ديني وعرفني بربي.»